# Stenophylax crossotus
Stenophylax crossotus är en nattsländeart som beskrevs av Mclachlan 1884. Stenophylax crossotus ingår i släktet Stenophylax och familjen husmasknattsländor. Inga underarter finns listade i Catalogue of Life.